# Energiedosis
Die Energiedosis {\displaystyle D} ist eine physikalische Größe, welche die mittlere Energie {\displaystyle E} angibt, die von ionisierender Strahlung an Materie der Masse {\displaystyle m} abgegeben wird. Sie ist Grundlage der Dosimetrie bei der Anwendung ionisierender Strahlen sowie im Strahlenschutz. Im Strahlenschutz ist die Energiedosis die Basisgröße zur Bestimmung der Äquivalentdosis.

## Berechnung der Energiedosis
Bei gegebener Dichte {\displaystyle \rho } des Materials und der an die Masse {\displaystyle \mathrm {d} m} im Volumenelement {\displaystyle \mathrm {d} V} abgegebenen Energie {\displaystyle \mathrm {d} E} errechnet sich die Energiedosis zu
{\displaystyle D\ =\ {\frac {\mathrm {d} E}{\mathrm {d} m}}\ =\ {\frac {1}{\rho }}\ {\frac {\mathrm {d} E}{\mathrm {d} V}}}
Zur Bewertung von Energiedosen muss das betroffene Material bekannt sein. Die Materialabhängigkeit der Energiedosis beruht insbesondere auf den verschiedenen Ionisierungsenergien der Atome und Moleküle.

## Einheit
Die SI-Einheit der Energiedosis ist das Gray (Gy).
{\displaystyle \mathrm {1\,Gy=1\,{\frac {J}{kg}}} }
Veraltet ist die Einheit Rad (rd). Diese Bezeichnung steht für „radiation absorbed dose“.

## Messung der Energiedosis
Die Energiedosis wird bestimmt mittels Detektoren, die auf energieabhängige physikalische Strahlenwirkungen im bestrahlten Material ansprechen, wie Wärmeentwicklung, Ionisierung oder die kinetische Energie erzeugter geladener Teilchen. Eingesetzt werden z. B. Kalorimeter, Ionisationskammern und Halbleiterdetektoren.

## Energiedosen bei der Anwendung ionisierender Strahlen
Eine wichtige Anwendung ionisierender Strahlen ist die Strahlentherapie. Dabei werden Energiedosen bis zu 80 Gy als Herddosis verabreicht. Ein so hoher Wert kann nur durch Verteilung dieser Gesamtdosis auf tägliche kleine Einzeldosen von 1,8–2,5 Gy (Fraktionierung) erreicht werden.
Bei der Lebensmittelbestrahlung zur Verringerung der Keimbelastung werden Energiedosen von bis zu mehreren kGy verabreicht.

## Energiedosis als Basisgröße im Strahlenschutz
Im Strahlenschutz ist die Energiedosis Grundlage für die Äquivalentdosis in Form von Dosismessgrößen und den nicht messbaren Körperdosen. Der Zusammenhang wird durch Qualitätsfaktoren bzw. Wichtungsfaktoren ausgedrückt. Eine Rolle spielt dabei auch die beteiligte Strahlenart, von der die Qualitäts- bzw. Wichtungsfaktoren abhängen. In die Berechnung von Dosismessgrößen und Körperdosen gehen daher die Energiedosen nach der Strahlenart getrennt ein ({\displaystyle D_{R}} bzw. {\displaystyle D_{T,R}}). Der Index {\displaystyle R} steht für „Radiation“, {\displaystyle T} für „Tissue“ (in der Regel der Mittelwert über ein ganzes Organ). Vergleiche die Abbildung im Artikel Äquivalentdosis.
Detektoren für die Energiedosis werden entsprechend den zu ermittelnden Dosismessgrößen der Äquivalentdosis kalibriert. Die Materialabhängigkeit der Energiedosis wird dabei nach Maßgabe der ICRU durch Phantome berücksichtigt, die wie biologisches Weichteilgewebe die Strahlung absorbieren und streuen.
Erst sehr hohe Strahlenexpositionen mit Energiedosen über 1 Gy, wo deterministische Strahlenwirkungen maßgebend sind, werden im Strahlenschutz durch Energiedosen anstelle von Äquivalentdosen beschrieben.

## Energiedosisleistung
Die Energiedosisleistung drückt die zeitliche Änderung der Energiedosis aus.
{\displaystyle {\dot {D}}\ =\ {\frac {\mathrm {d} D}{\mathrm {d} t}}}
Die SI-Einheit ist W/kg oder äquivalent Gy/s.
Im praktischen Strahlenschutz wird die Energiedosisleistung kaum verwendet. Für externe Strahlenexpositionen wird als Dosisleistung stattdessen die Ortsdosisleistung, eine Dosismessgröße der Äquivalentdosis, verwendet.